# Сараєвський тунель

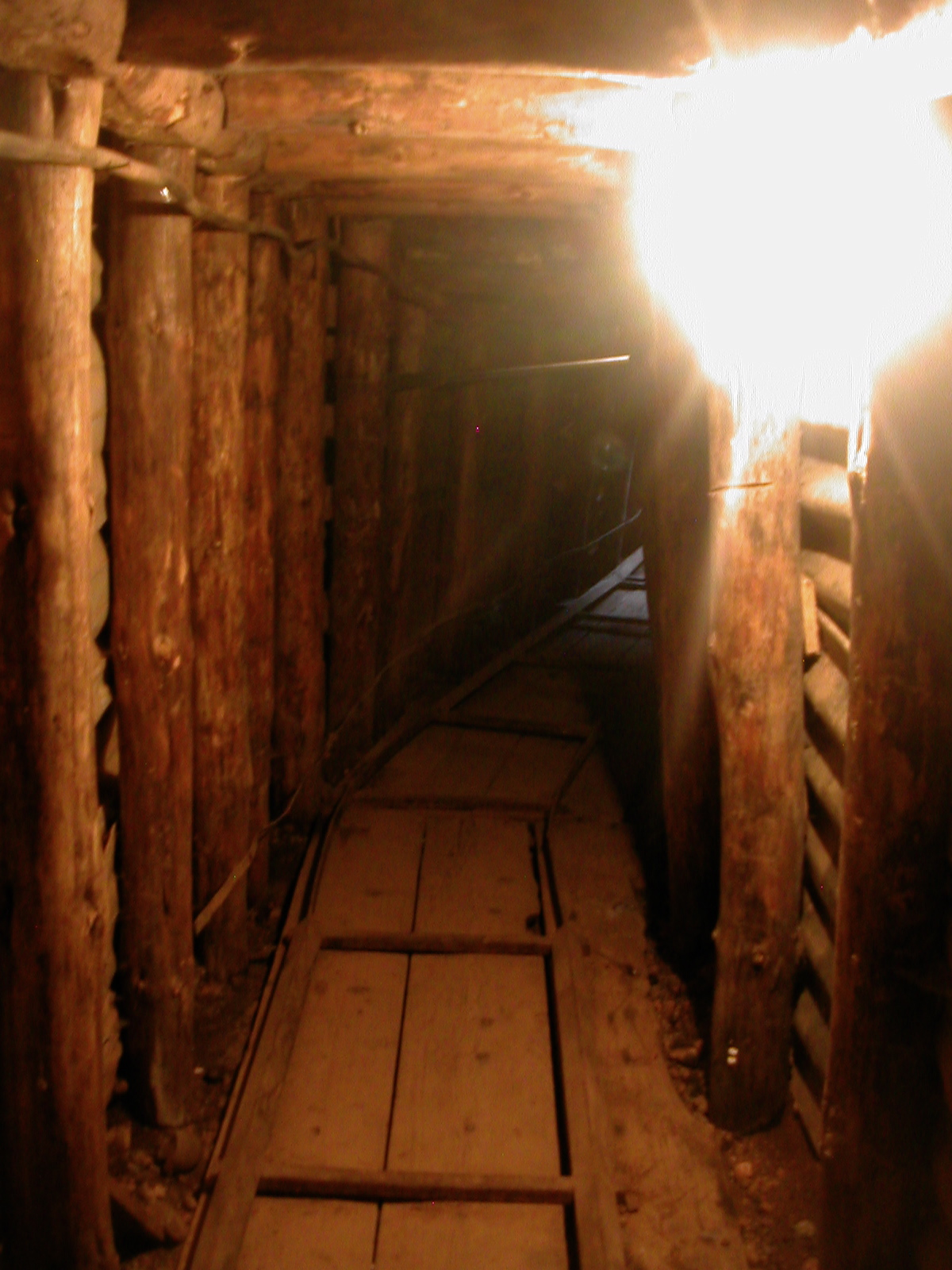
Сараєвський тунель

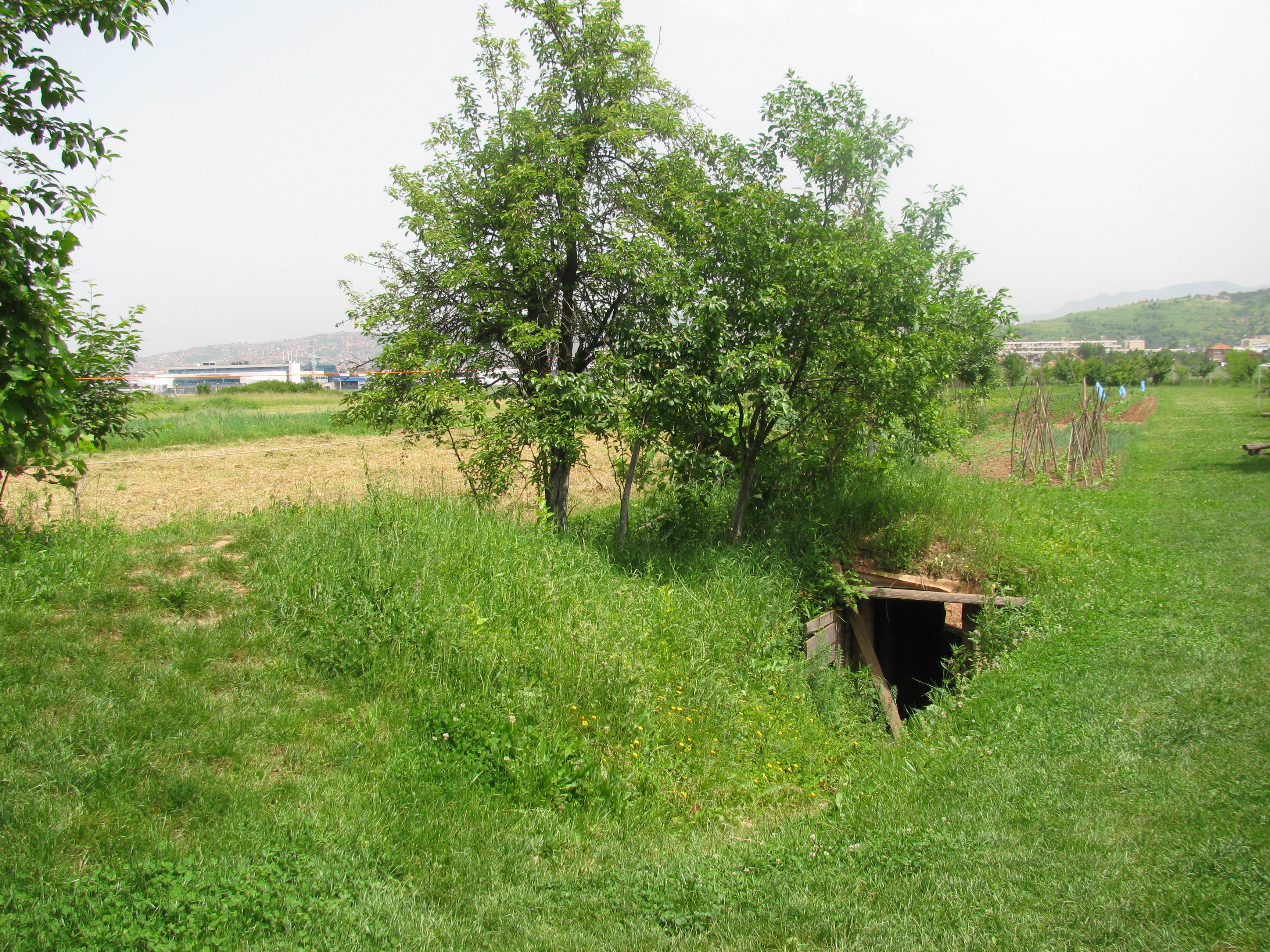
Південний вхід в тунель, за лінією облоги

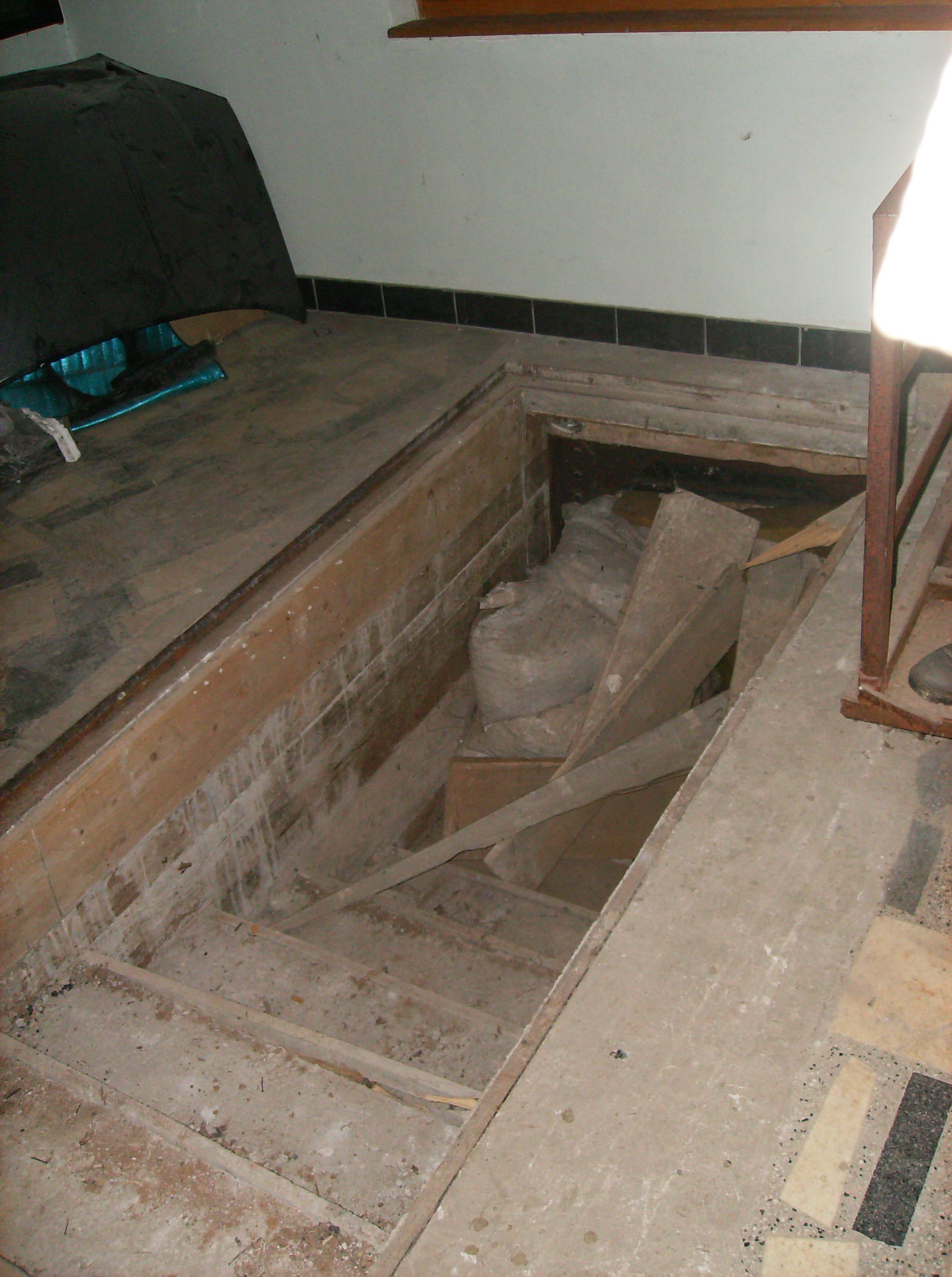
Північний вхід в тунель, в межах території, що знаходиться під облогою.

Сараєвський тунель (босн. і хорв. Sarajevski tunel, хорв. Sarajevski tunel), також відомий як «Тунель порятунку» (босн. Tunel spasa) і «Тунель надії» — підземний тунель, побудований у період з березня до червня 1993 року під час облоги Сараєва в розпал Боснійської війни. Споруджений боснійської армією для того, щоб зв'язати повністю відрізане сербськими військами місто Сараєво з боснійської території на іншій стороні аеропорту Сараєво з зоною, контрольованою Організацією Об'єднаних Націй. Тунель пов'язав сараєвські райони Добриня та Бутмір, дозволяючи доставити в місто харчові продукти, здійснювати військові поставки та надання гуманітарної допомоги, а також дозволяючи людям вийти. Тунель став основним способом в обхід міжнародного ембарго постачати захисникам міста зброю.

## Історія
Будівництво тунелю почалося в обстановці суворої секретності 1 березня 1993 року за кодовою назвою «об'єкт БД». Тунель здійснював зв'язок між районами Бутмір і Добрині, двома контрольованими боснійців району; один - всередині сербської лінії облоги, а інший зовні. Неджад Бранкович (Nedžad Brankovich), боснійський інженер, створив плани щодо будівництва тунелю під злітно-посадковою смугою аеропорту Сараєво. Однак, через терміновість робіт, повний розрахунок собівартості і технічних характеристик так ніколи й не був проведений.
Будівництво було доручено першому корпусу Армії Республіки Боснії і Герцеговини під керівництвом заступника головнокомандувача Рашида Зорлака (Rašid Zorlak). Початок проекту був важким, так як відчувався брак кваліфікованої робочої сили, інструментів і матеріалів для виконання завдання. Тому, тунель був виритий вручну, за допомогою лопат і кирок. Тачками було перевезено 1200 кубометрів детриту подалі зовні. Тунель копали 24 години на добу, працівниками, які працюють в 8-годинні зміни, копати з протилежних кінців. Його будівництво фінансувалося за рахунок держави, армії і міста Сараєво. Робочим праця оплачувалася однієї пачкою сигарет в день, - товаром, який був затребуваний і володіння їм було цінним для вимінювання.
Було вилучено близько 2800 кубометрів грунту. При будівництві тунелю було використано 170 кубометрів деревини і 45 тон сталі. Найбільша технічна проблема полягала в підземних водах, які постійно повинні бути відкачуватися вручну. Через постійні обстріли, в тунелі було встановлено трубопровід, який використовувався для доставки нафти для міста. Також були прокладені кабелі зв'язку і електрокабелі, надані Німеччиною; таким чином, лінії електропередач і телефонні лінії з'єднували Сараєво зі світом.
Будівництво тунелю було завершено 30 червня 1993 року коли два тунелі зустрілися посередині траси. Використання тунелю почалося на наступний же день - 1 липня 1993 року.

## Структура
Тунель складався з 160 метрів критої траншеї зі стороні Добрині; 340 метрів критої траншеї з боку Бутміра; і 340 метрів тунелю, фактично, під злітно-посадковою смугою аеропорту. З боку Добрині середня висота тунелю становить 1,6 метра (без урахування висоти залізних кріплень) і становить в середньому 0,8 метра в ширину для верхньої частини і 1 метр в ширину для нижньої половини тунелю.
З боку Бутміра, тунель трохи вище: 1.8 м без урахування кріплення з деревини. Ширина з боку Бутміра така ж, як з боку Добрині. Існує також розділ під назвою 'знижений рівень входу', - 30-метрова ділянка на стороні Добрині, що було найглибшим і найбільш складною ділянкою тунелю при будівництві. У своїй найглибшій точці, тунель проходить на 5 метрів нижче злітно-посадкової смуги аеропорту.
З тунелем були дві основні проблеми:
1. Підтоплення підземними водами, які могли досягати глибини рівня талії.
2. Якість повітря. У тунелі не було вентиляції, і тому, кожен перебуваючий в тунелі був змушений носити маску.

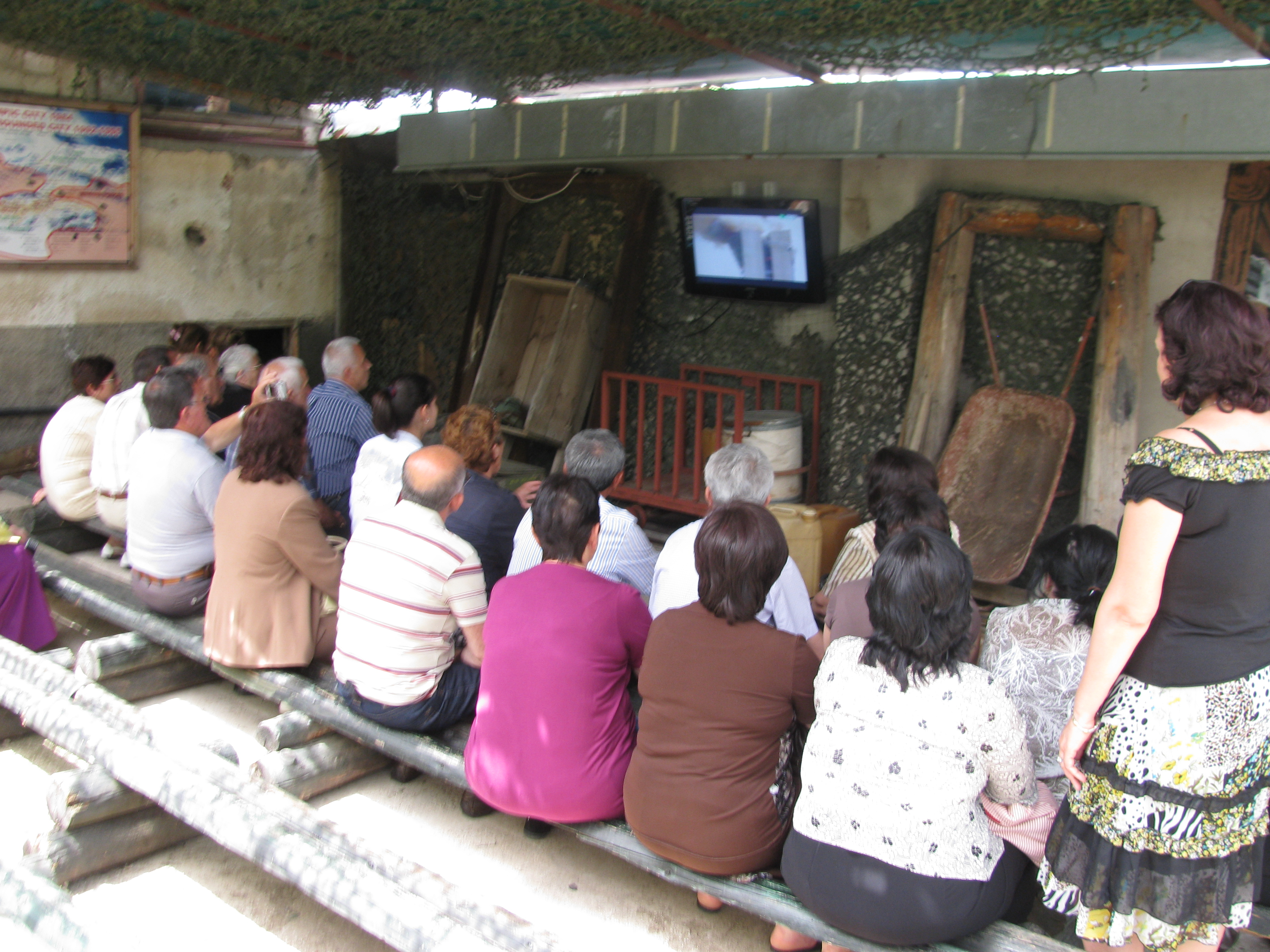
Показ навчального відео в музеї Сараєвського тунелю.

Тунель був побудований під час війни в Боснії в якості засобу для скріплення двох боснійських територій, які були відрізані армією Сербської Республіки. Він дозволив забезпечити зв'язок між Боснією і боснійськими військами союзників в Сараєво і за межами території. Він став символом боротьби міста. Це дозволило надходити гуманітарній допомозі до боснійців, а також дозволило їм втекти з міста.
Тунель був призначений для забезпечення військових утворень боснійців поставками військового часу; в тому числі поставками продовольства, палива, газет і зброї. Для поставок через тунель використовувалися корзинчаті вагонетки, вантажопідйомністю 400 кг вантажу за один раз. Перші предмети, які були доставлені через тунель - боснійські СВУ. Харчування, сигарети, алкоголь і бензин також доставлялися через тунель, що дозволило Бутміру, Колонії (Kolonija), і Храсніце (Hrasnica, англ. Hrasnica, Gornji Vakuf-Uskoplje стати центрами чорного ринку з незаконним продажем цих товарів. Тунель також був використаний для транспортування нафти, і для радіозв'язку.Тунель також використовувався як спосіб для боснійців і сил ООН, щоб вийти з Сараєво. Транзит в кожну сторону, як в місто, так і з міста, був постійним. Кожен день, від 3000 до 4000 боснійських солдатів і військовослужбовців ООН (а також мирних жителів) і 30 тонн різних вантажів проходили через тунель. Групи «подорожуючих» через тунель, коливалися від 20 до 1000 чоловік. В середньому, години 2 йшло на кожну групу, щоб пройти через тунель. Протягом усієї війни через тунель були зроблені від двох до трьох мільйонів поїздок Боснійців і солдатів ООН, і деяка кількість боснійських мирних жителів використовували тунель, щоб покинути Сараєво. Алія Ізетбегович, Президент Республіки Боснії і Герцеговини, був найбільш важливим людиною, який користувався тунелем. Він був провезений через тунель на стільці під назвою «президентське крісло» і, таким чином, ніколи не ступив ногою по тунелю. Вхід в тунель був захищений Боснійської армією, і був потрібен дозвіл, щоб увійти або покинути місто з цього підземного маршруту. З'явилися повідомлення про боснійських цивільних осіб, які були змушені платити до 120 доларів США Боснійської армії за проїзд для себе і своїх сімей через тунель.

## Див. також

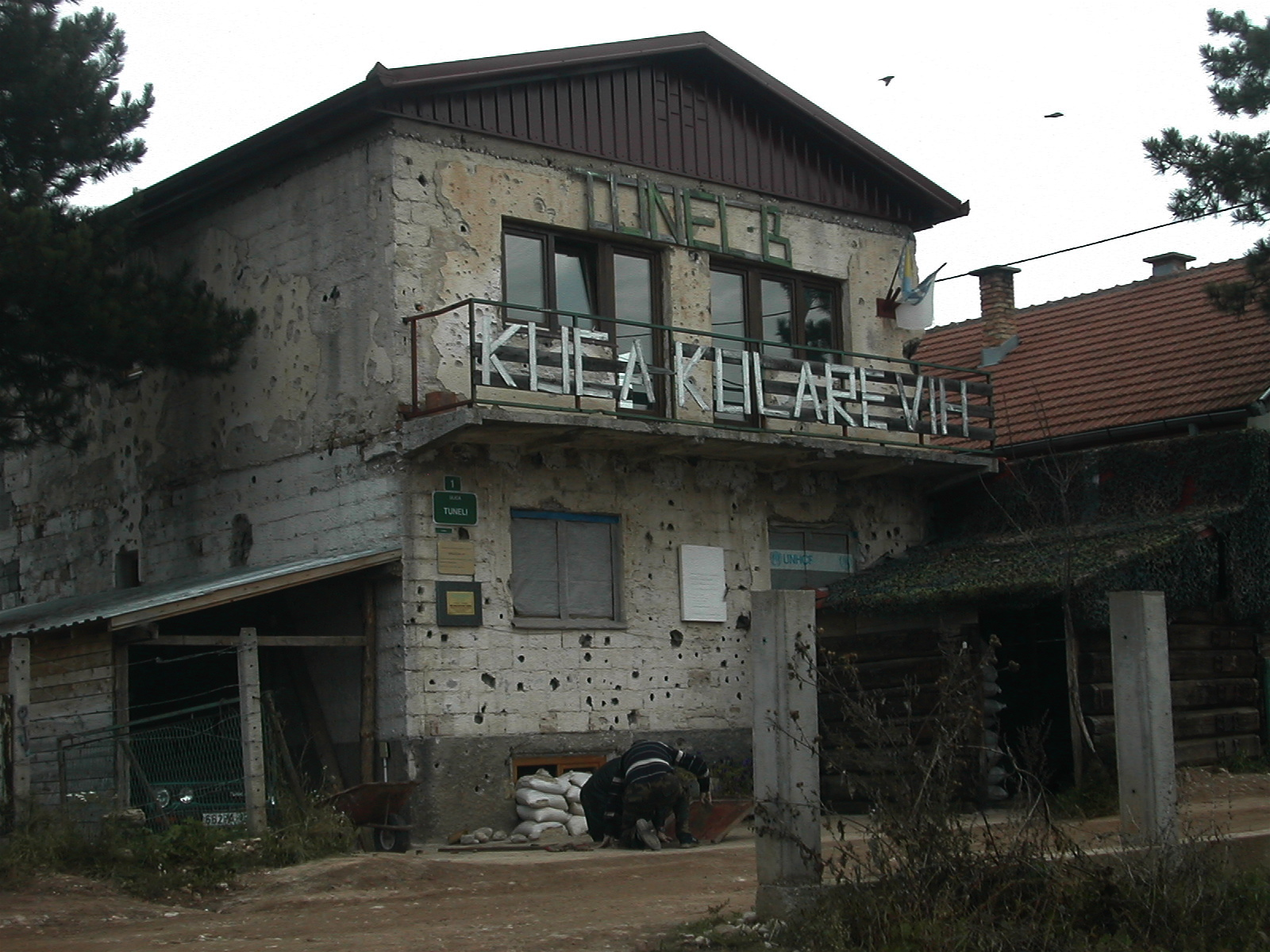
Будинок, в якому був схований Північний вхід в тунель, в даний час - музей.

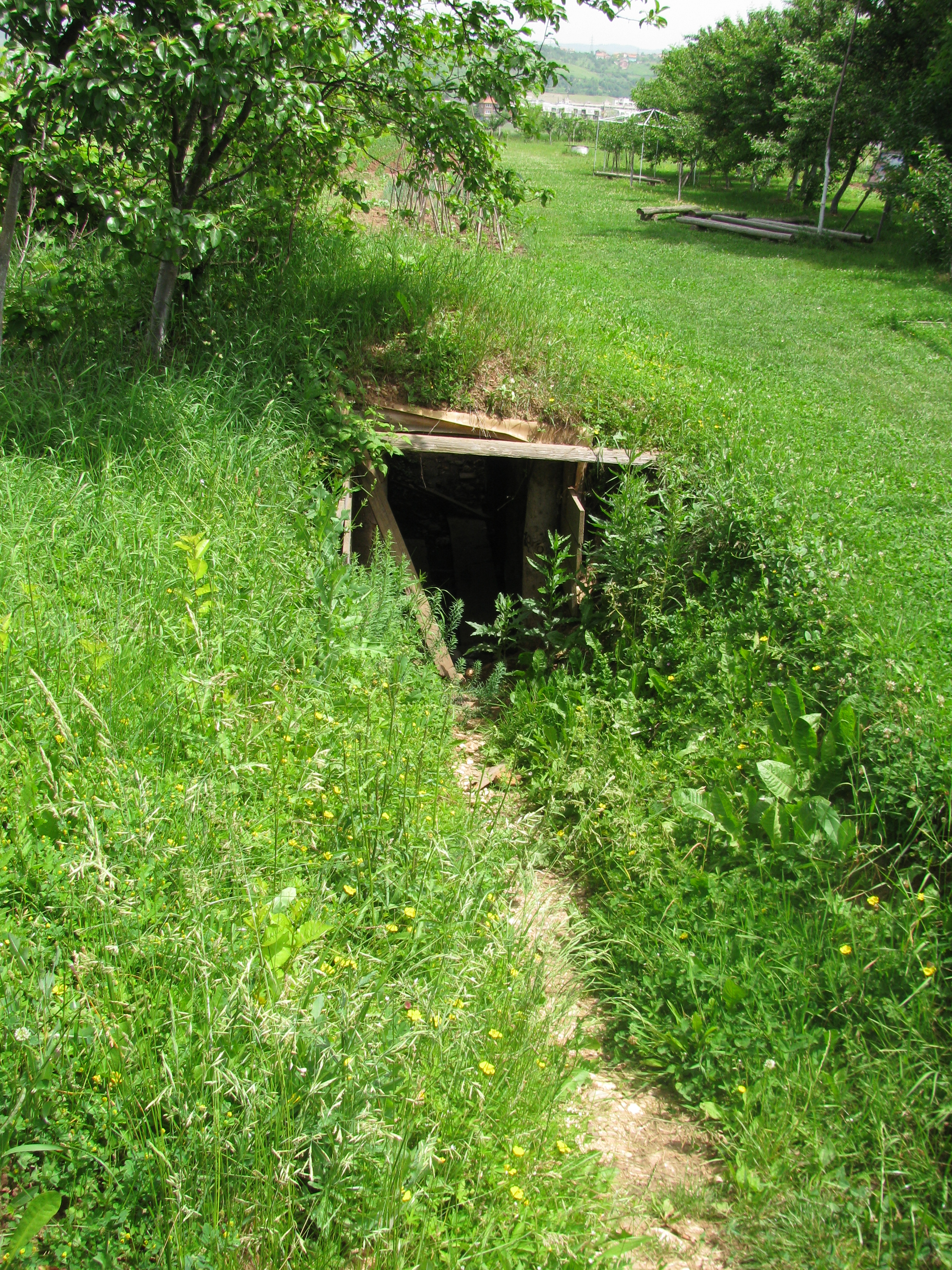
Сараєвський тунель, південний портал
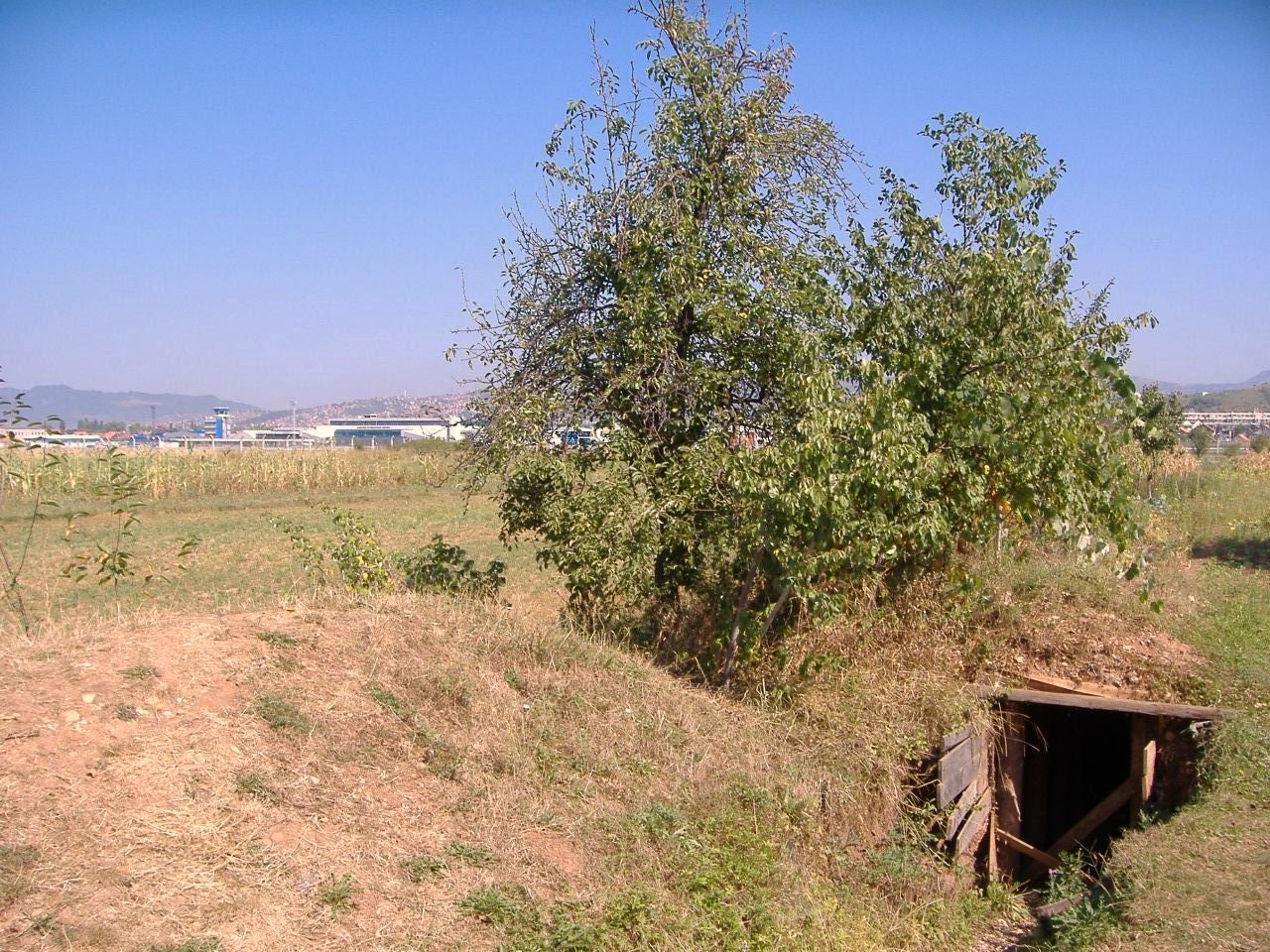
Сараєвський тунель, південний портал
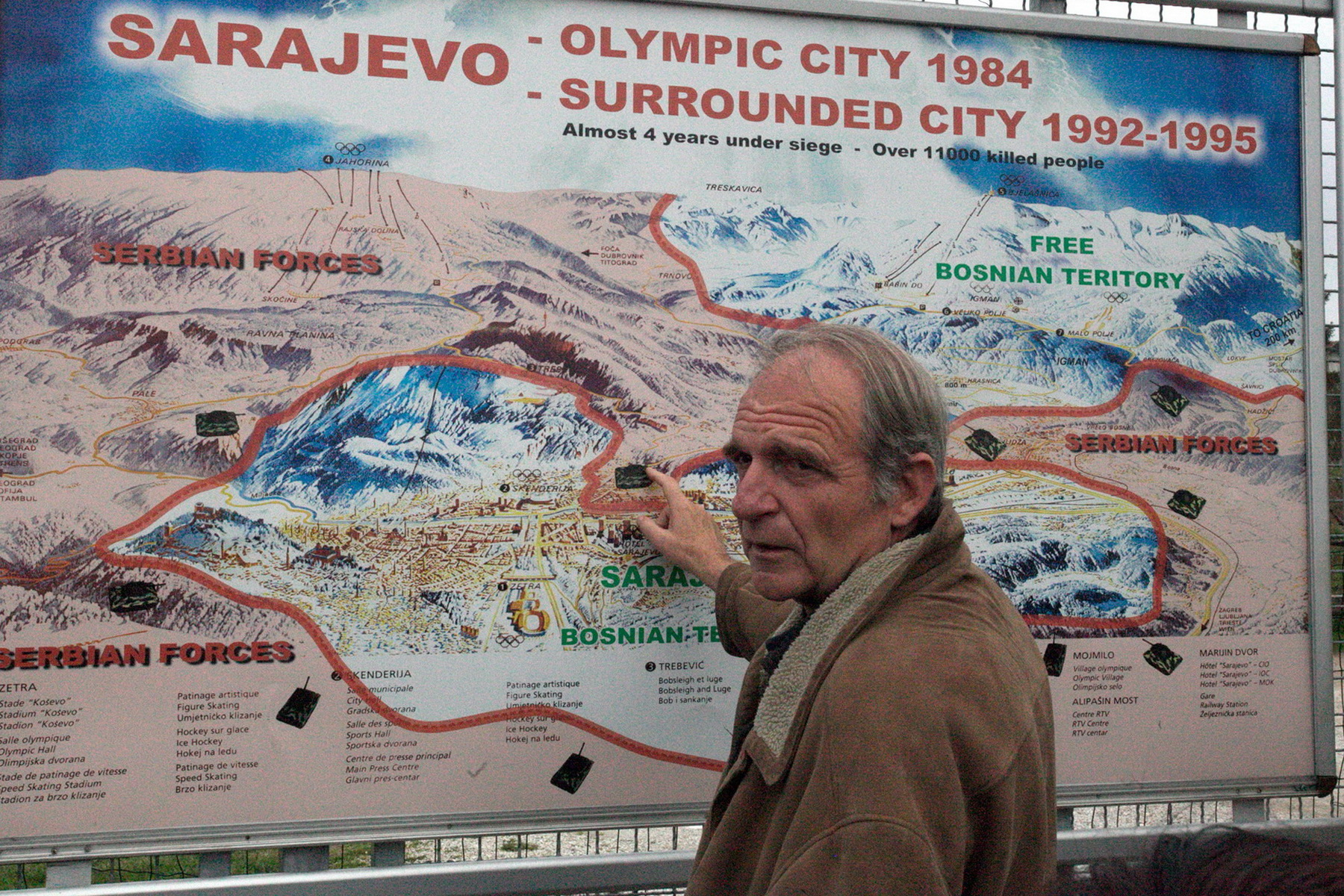
Оточення Сараєво
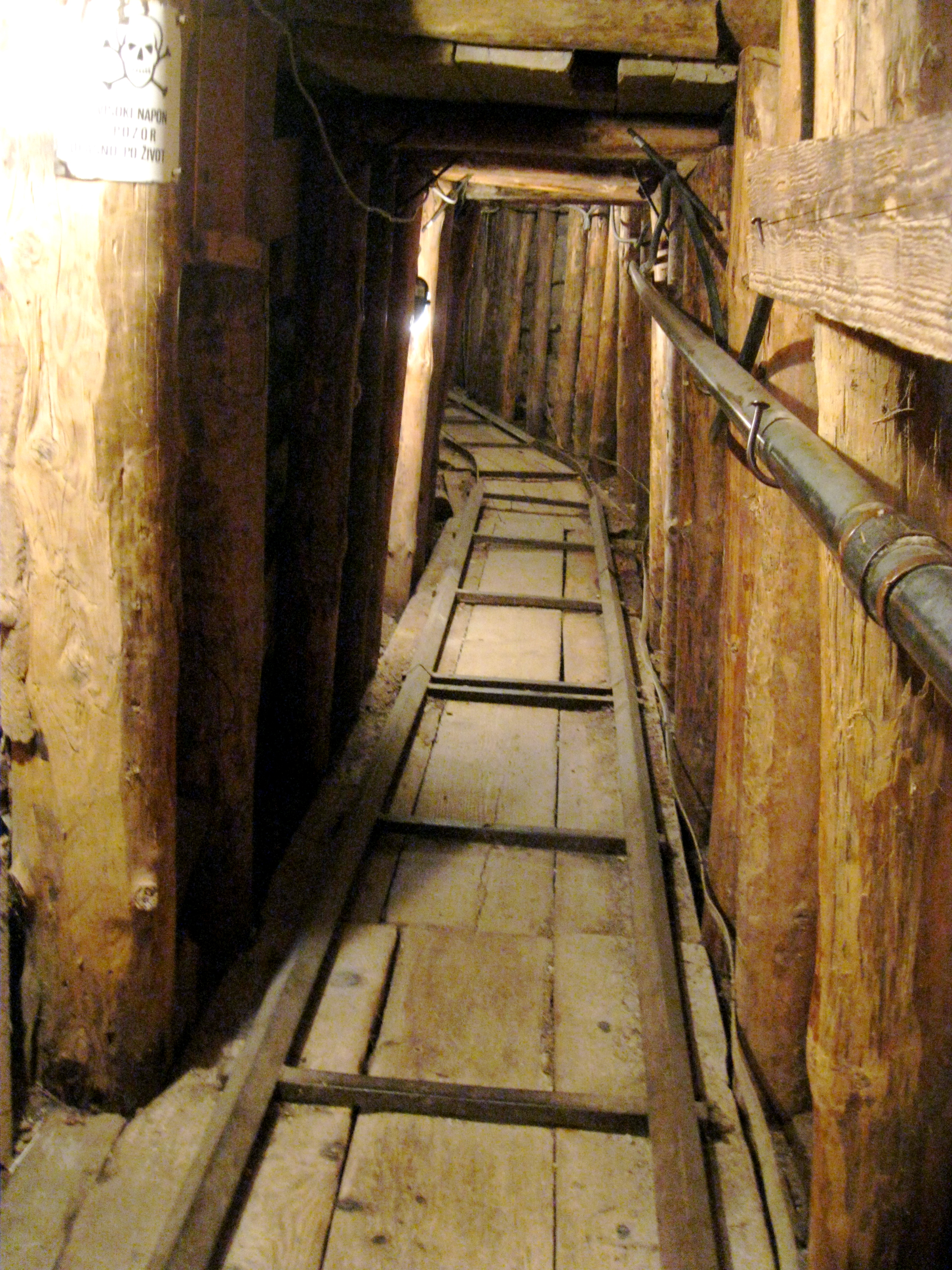
Сараєвський тунель
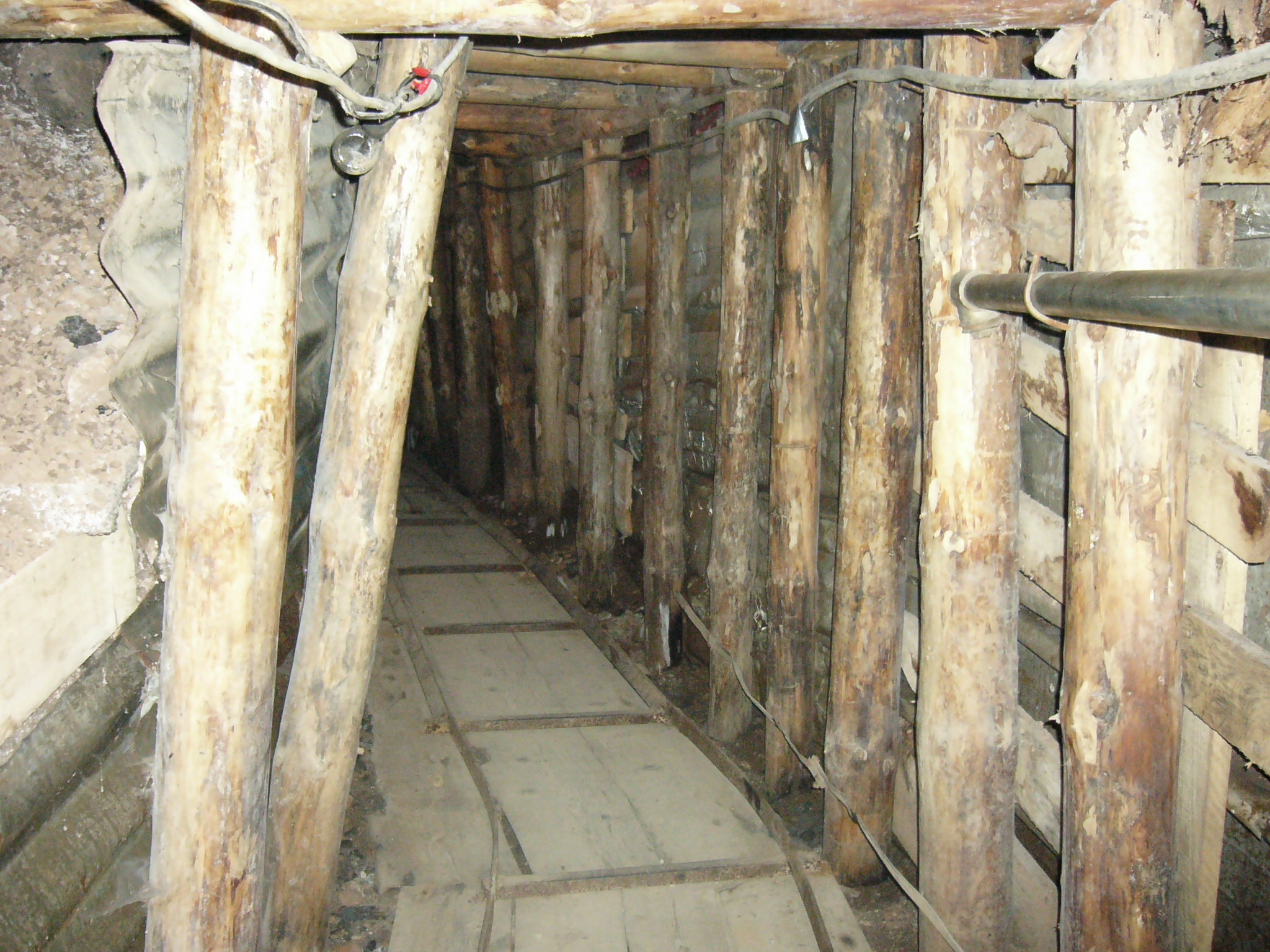
Сараєвський тунель
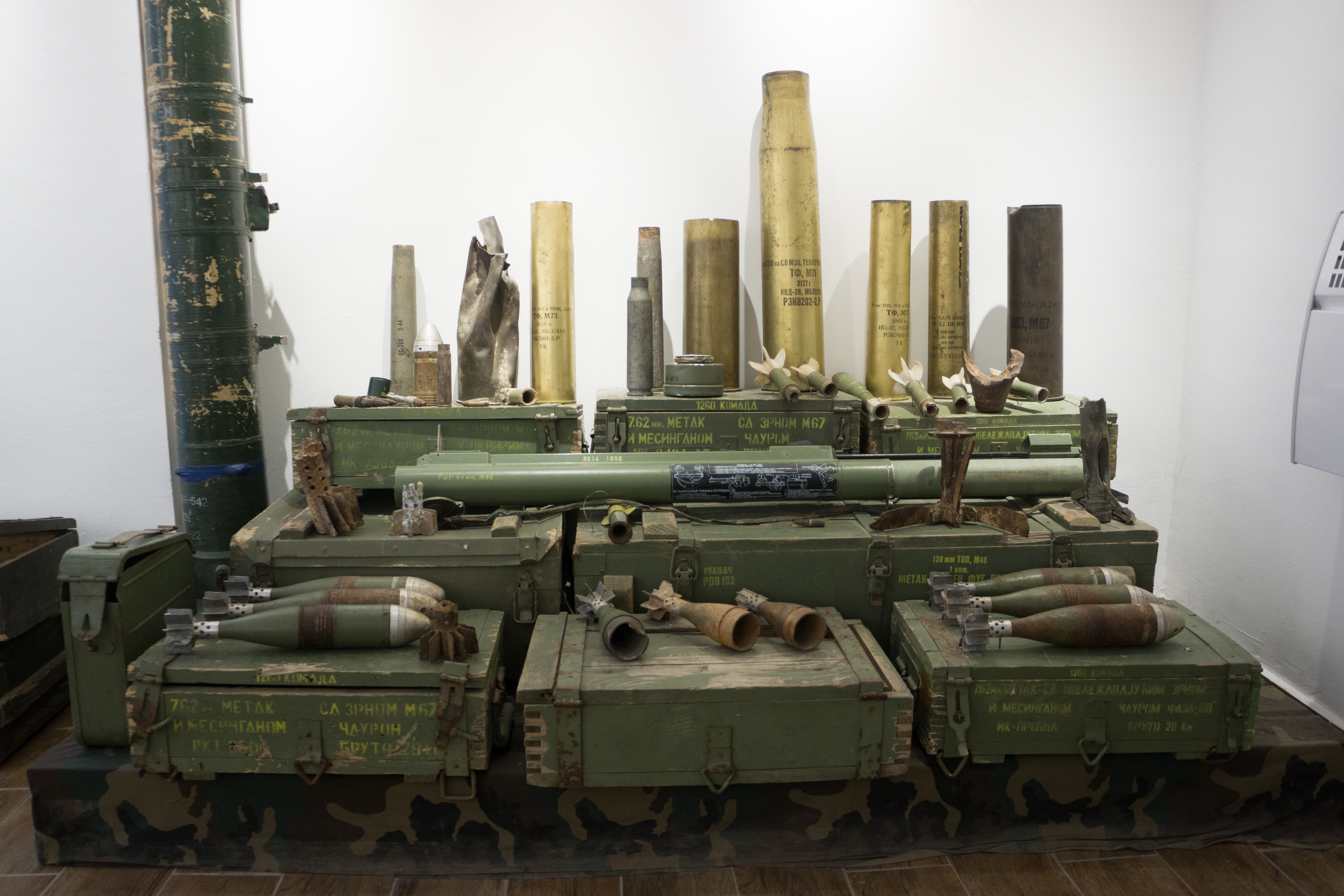
Зброя, що використовувалася під час облоги Сараєва
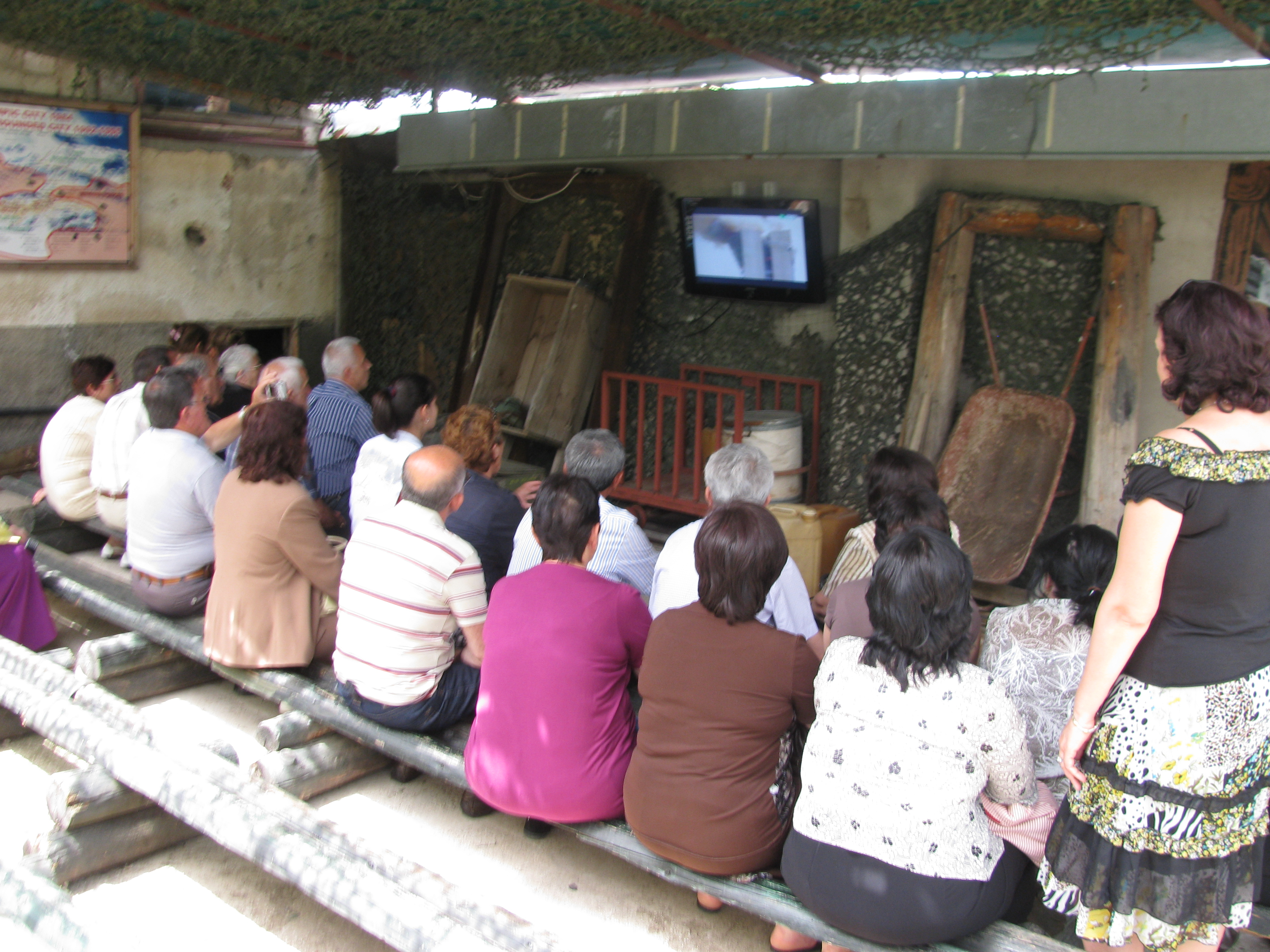
Музей Сараєвського тунелю